# Élections Nouveau-Brunswick
Élections Nouveau-Brunswick, aussi appelé Élections N.-B. (Elections New Brunswick ou Elections NB en anglais) est une organisation gouvernementale non-partisane ayant la responsabilité des élections au Nouveau-Brunswick.

## Mandat
Élections Nouveau-Brunswick a pour mandat de « respecter les droits démocratiques de tous les Néo-brunswickois par la tenue d’élections libres et équitables, en assurant la conformité aux lois électorales, et en augmentant la confiance et la sensibilisation du public envers le processus électoral ».

## Organisation

### Directeur général des élections
En vertu de la Loi électorale, le directeur général des élections est nommé par le lieutenant-gouverneur du Nouveau-Brunswick sur recommandation du Comité d'administration de l'Assemblée législative du Nouveau-Brunswick, pour un mandat d'au moins huit ans mais d'au plus dix ans, qui peut toutefois être renouvelé pour une durée maximale de cinq ans. Il relève de l'Assemblée législative et doit y prêter serment. Le directeur général est secondé par deux directeurs adjoints des élections, eux aussi nommés par le lieutenant-gouverneur.
Le bureau du directeur général des élections est situé dans l'édifice Sartain Macdonald, au 551 rue King à Fredericton.

### Contrôleur du financement politique
En vertu de la Loi sur le financement de l'activité publique, le directeur général des élections est également le contrôleur du financement politique.

### Organigramme
Élections Nouveau-Brunswick compte normalement seize employés permanents mais ce nombre peut monter à vingt en période électorale. L'organisme est subdivisé en dix sections. La section de l'Entrepôt est responsable de la réception, de l'emballage et de l'expédition de tout le matériel nécessaire aux élections. La section du Financement politique surveille la conformité aux règles concernant le financement des candidats et des partis politiques. La section des Finances et des ressources humaines est chargée des employés permanents et temporaires ainsi que du paiement de ces derniers ainsi que des fournisseurs. La section de la Géographie cartographie et décrit toutes les sections de vote. Le personnel de gestion prépare, conduit et fait le compte rendu de toutes les activités, voit à la formation des directeurs de scrutins, imprime le matériel nécessaire et l'achemine aux circonscriptions électorales. Il met aussi à jour le Registre des partis politiques informe les partis des changements apportés à la loi et aux procédures. La section des Politiques et du développement coordonne les nouvelles politiques et directives, la recherche et les renseignements statistiques et assure la liaison avec d'autres organismes. La section du Systèmes d’information des électeurs met à jour le registre des électeurs, qui sert à préparer les avis de scrutin et les listes d’électeurs. La section de la Technologie de l’information configure et s'assure du bon fonctionnement des logiciels et du matériel.
Les ordinateurs dont Élections Nouveau-Brunswick se débarrasse sont souvent réutilisés par le Ministère de l'Éducation du Nouveau-Brunswick.

## Liste des directeurs généraux des élections
- Donald Whalen, 1967-1970
- Lloyd H. Nickerson, 1972-1984
- Luc LeBrun, 1984-1987
- Scovil S. Hoyt, 1989-1991
- Henry G. Irwin, 1991
- Barbara J. Landry, 1991-2000
- Annise Hollies, 2000-2007
- Michael P. Quinn, 2007-présent